# Batalla de Munda (45 aC)
La batalla de Munda (17 de març de 45 aC) va ser un enfrontament entre els cesarians i pompeians. El resultat de l'enfrontament fou una victòria per Juli Cèsar, comandant de l'exèrcit cesarià sobre els pompeians sota el comandament de Tit Labiè i els fills del difunt Gneu Pompeu Magne, Gneu Pompeu i Sext Pompeu, vora a les planes properes de l'antiga colònia romana de Munda. Munda constitueix l'última batalla de la Segona guerra civil romana.
Es va tractar de la més perillosa i difícil de les batalles de César, el qual va arribar a pensar fins i tot a suïcidar-se en el seu moment crític. El dictador va presentar batalla en un terreny desfavorable, en haver de travessar un torrent i pujar a l'elevat turó on s'havia fortificat el Pompeu. Tanmateix, la ferocitat amb què va combatre la Legió X Equestris (la futura Gemina) va evitar que els cesarians fossin envoltats i va permetre que despleguessin la seva cavalleria. Tit Labiè va traslladar llavors les seves tropes per interceptar-los, però el moviment va ser interpretat per la resta dels pompeians com l'inici de la retirada, la qual cosa va precipitar el desastre.
Després d'aquesta sagnant victòria i la mort dels líders de la factio pompeiana: Tit Labiè, Publi Ati Var i Gneu Pompeu; César va poder tornar a Roma i ser nomenat dictador perpetu. El seu posterior assassinat, iniciaria la Tercera guerra civil romana i portaria al seu renebot August a convertir-se en el princeps, el primer emperador romà.

## Preludi
A inicis del 45 aC, la guerra civil entre cesarians i pompeians estava arribant al seu final. Després de la derrota de Pompeu en la batalla de Farsàlia i de Metel Escipió i Cató Uticense en la de Tapsos, els optimates, inicialment comandats per Pompeu, van anar confinats a la Hispània Ulterior. Conduïts per Tit Labiè, un brillant general que havia servit a Cèsar durant la conquesta de la Gàl·lia, i els germans Sext i Gneu Pompeu, fills de Pompeu Magne, van emprar els recursos d'Hispània per aixecar tretze legions, compostes per les restes de l'exèrcit constituït a l'Àfrica, dues legions de veterans, una legió de ciutadans romans d'Hispània, i l'allistament de la població local. Els generals cesarians Quint Fabi Màxim i Quint Pedi no es van arriscar a enfrontar-se amb les forces pompeianes i van romandre acampats a Obvlco (o "Obulco", l'actual Porcuna), a l'est de Corduba, l'actual Còrdova), a l'espera de reforços.
Cèsar es va veure obligat a marxar de Roma, on havia celebrat una sèrie de triomfs. Va portar amb ell 8 legions i 8.000 soldats de cavalleria, incloent legions veteranes de la Guerra de les Gàl·lies (Legio V Alaudæ, la VI Ferrata i la Legio X Equestris) i d'altres més modernes (entre elles la III Gallica, i la XIII, després Gemina). Malgrat això, també va haver de recórrer al reclutament local.
Cèsar va recórrer els 2.400 km que separaven Roma d'Obulco en menys d'un mes, arribant a començaments de desembre. Tot seguit va escriure un breu poema, Iter, descrivint el seu viatge.

## Batalla
L'exèrcit pompeià estava situat en un turó, una posició defensable. Cèsar va portar un total de vuit legions (80 cohorts), amb 8.000 genets, mentre que Pompeu comandava tretze legions, 6.000 soldats d'infanteria lleugera i uns 6.000 genets. Molts dels soldats republicans ja s'havien rendit a Cèsar en campanyes anteriors i havia abandonat el seu exèrcit per reunir-se amb Pompeu. Després d'una maniobra sense èxit dissenyada per atraure els pompeians del turó, César va ordenar un atac frontal (amb el lema "Venus", la deessa considerada com el seu avantpassat).
El combat va durar algun temps sense haver-hi una clar vencedor, fent que els generals haguessin d'abandonar els seus llocs de comandament i unir-se a les files. El mateix Cèsar va dir més tard que ell havia lluitat moltes vegades per la victòria, però en Munda va haver de lluitar per la seva vida. Cèsar va prendre el comandament de la seva ala dreta, on hi havia la Legio X Equestris que participava en intensos combats. Amb la inspiració de César, la legió Equestris va començar a fer retrocedir a les forces de Pompeu. Conscient del perill, Gneu Pompeu va treure una legió de la seva ala dreta per reforçar l'ala esquerra. Però, tan aviat com l'ala dreta de Pompeia es va veure debilitada, la cavalleria de Cèsar va llançar un atac decisiu que va decidir el resultat de la batalla. Rei Bogud de Mauritània i la seva cavalleria va atacar la part posterior del campament pompeià. Tit Labiè, comandant de la cavalleria pompeiana, va veure la maniobra i es va traslladar a interceptar-los. Per desgràcia de Pompeu, els seus legionaris van interpretar malament la situació, ja sota una forta pressió tant en l'esquerra (des de la Legio X) i les ales de la dreta (la càrrega de cavalleria), que pensaven que Labiè es retirava. Les legions pompeianes van trencar les seves línies i van fugir en desordre. Encara que alguns van ser capaços de trobar refugi entre els murs de Munda, molts més van ser assassinats en la derrota. Al final de la batalla havia uns 30.000 pompeians morts al camp, les pèrdues en el costat de César van ser molt més lleugeres, només al voltant de 1.000. Els tretze estendard de les legions pompeianes van ser capturats, un signe de dissolució completa. Tit Labiè va morir al camp i se li va concedir un enterrament per César, mentre que Gneu Pompeu i Sisè van aconseguir escapar del camp de batalla.
Desenes de milers de romans va morir a Munda, on Cèsar va lluitar per la seva vida entre les files. Després de Munda, Gneu seria executat i Sext es convertiria com a líder dels pirates de la Mediterrània amb seu a Sicília, on va ser capturat i executat per August el 35 aC, deu anys després de Munda.

## Conseqüències
Després de la batalla, César va procedir a "castigar" a les ciutats filopompeianes, convertint-les en Coloniæ Civium Romanorum, i a recompensar a les poques que li havien estat fidels amb l'estatut de Municipium Civium Romanorum, segons recent nova traducció i reinterpretació del famós passatge de Cassi Dió XLIII, 39, 5. Gai Didi, comandant naval lleial a Cèsar, va enfonsar la major part dels navilis pompeians. Gneu Pompeu va tractar de buscar asil, primer en Carteia al costat de la seva flota, i després en terra, però aviat va ser descobert, traït i executat a Còrdova amb 22.000 dels seus homes. El seu germà menor, Sext, va aconseguir fugir cap a Sicília, des d'on va reorganitzar els enfrontaments durant deu anys més.
Amb aquesta victòria i amb Hispània pacificada, Cèsar no va tenir oposició. Va marxar a Roma on va assumir el càrrec de dictador, però va ser assassinat el 15 de març de l'any següent pels senadors conservadors, liderats per Marc Juni Brut i Gai Cassi Longí. Per aquella època, la facció optimate mancava pràcticament de suports, anés de l'esmentada resistència de Sext i, un a un, els hereus polítics de Cèsar van ser exterminats també els assassins de Cèsar i amb ells gairebé tot el partit optimate; Sisè va ser també finalment capturat i executat l'any 35 aC a Milet.